# 谍海风云
《谍海风云》（英語：Shanghai）是2010年上映的一部新黑色政治驚悚片，由麥克·哈夫斯強执导，约翰·库萨克、巩俐、周润发和渡边谦主演。本片于2010年6月17日在中国上映，並於2015年10月2日在美國进行有限上映。

## 剧情
在珍珠港事件爆发前夕，一位美国人来到中国上海，试图调查其好友被杀害的真相。在调查过程中，这名美国人偶然发现了美国政府惊人的秘密，及与当地黑社会老大之妻坠入了爱河......

## 演員
| 演員        | 角色                                      |
| 约翰·库萨克 | 保罗·索姆斯（Paul Soames），美国特工      |
| 巩俐        | 安娜（Anna Lan-Ting），安东尼之妻         |
| 周润发      | 安东尼·兰廷（Anthony Lan-Ting），黑帮老大 |
| 渡边谦      | 田中上校（Captain Tanaka），日本军官      |

## 制作
该片原计划于2008年3月在上海拍摄，因涉及妓女、吸食鸦片等剧情，未获中国批文，被迫后改在英国伦敦、泰国曼谷拍摄。